# Division I i ishockey 1972/1973
Division I i ishockey 1972/1973 var den 29:e säsongen med Division I som högsta serie inom ishockeyn i Sverige. Serien bestod av sexton lag indelade i två grupper som spelades som dubbelserier i fjorton omgångar, d.v.s. alla lag mötte varandra två gånger i en hemmamatch och en bortamatch. De fyra lag som placerade sig högst i respektive grupp gick vidare till mästerskapsserien. De kvarvarande lagen spelade kvalificeringsserien i två grupper, norra och södra. Det sämst placerade laget i respektive kvalificeringsgrupp flyttades ner till Division II, medan det näst sämst placerade laget fick delta i Division II-lagens kval till högsta serien för att försvara sin plats.
Södra gruppen vanns av Färjestad (Karlstad) på samma poäng som Leksand, men med ett måls bättre målskillnad. AIK (Solna) och Västra Frölunda (Göteborg) gick också vidare till mästerskapsserien. Norra gruppen vanns av Brynäs (Gävle) före Södertälje. De andra två platserna till mästerskapsserien togs av Djurgården och Timrå. Mästerskapsserien vanns av Leksands IF som blev svenska mästare för andra gången, denna gång på samma poäng som tvåan Södertälje. I kvalificeringsserien kunde nykomlingen Skellefteå inte hålla sig kvar utan flyttas ner till division II, medan Modo (Örnsköldsvik) fick spela kvalserie. I södra gruppen klarade sig nykomlingen Västerås kvar på Karlskogas bekostnad. Mora gick till kval.

## Division I Norra
| Nr | Lag            | S  | V  | O | F  | GM | IM | MS  | P  |
| -- | -------------- | -- | -- | - | -- | -- | -- | --- | -- |
| 1  | Brynäs IF      | 14 | 13 | 0 | 1  | 94 | 28 | +66 | 26 |
| 2  | Södertälje SK  | 14 | 11 | 0 | 3  | 68 | 45 | +23 | 22 |
| 3  | Djurgårdens IF | 14 | 7  | 2 | 5  | 68 | 53 | +15 | 16 |
| 4  | Timrå IK       | 14 | 5  | 3 | 6  | 54 | 51 | +3  | 13 |
| 5  | Skellefteå AIK | 14 | 5  | 2 | 7  | 58 | 67 | −9  | 12 |
| 6  | Modo AIK       | 14 | 4  | 2 | 8  | 51 | 68 | −17 | 10 |
| 7  | IF Björklöven  | 14 | 4  | 1 | 9  | 46 | 78 | −32 | 9  |
| 8  | IF Tunabro     | 14 | 2  | 0 | 12 | 40 | 89 | −49 | 4  |

## Division I Södra
| Nr | Lag                 | S  | V  | O | F  | GM | IM | MS  | P  |
| -- | ------------------- | -- | -- | - | -- | -- | -- | --- | -- |
| 1  | Färjestads BK       | 14 | 11 | 1 | 2  | 91 | 37 | +54 | 23 |
| 2  | Leksands IF         | 14 | 11 | 1 | 2  | 85 | 32 | +53 | 23 |
| 3  | AIK                 | 14 | 8  | 4 | 2  | 63 | 48 | +15 | 20 |
| 4  | Västra Frölunda IF  | 14 | 5  | 3 | 6  | 49 | 47 | +2  | 13 |
| 5  | IF Karlskoga/Bofors | 14 | 4  | 2 | 8  | 46 | 71 | −25 | 10 |
| 6  | Västerås IK         | 14 | 4  | 2 | 8  | 42 | 72 | −30 | 10 |
| 7  | Tingsryds AIF       | 14 | 4  | 2 | 8  | 48 | 80 | −32 | 10 |
| 8  | Mora IK             | 14 | 1  | 1 | 12 | 39 | 76 | −37 | 3  |

## Kvalificeringsserien
Norra
| Nr | Lag            | S | V | O | F | GM | IM | MS | P |
| -- | -------------- | - | - | - | - | -- | -- | -- | - |
| 1  | IF Björklöven  | 6 | 4 | 0 | 2 | 28 | 27 | +1 | 8 |
| 2  | IF Tunabro     | 6 | 3 | 0 | 3 | 26 | 21 | +5 | 6 |
| 3  | Modo AIK       | 6 | 3 | 0 | 3 | 19 | 23 | −4 | 6 |
| 4  | Skellefteå AIK | 6 | 2 | 0 | 4 | 25 | 27 | −2 | 4 |

Södra
| Nr | Lag                 | S | V | O | F | GM | IM | MS  | P |
| -- | ------------------- | - | - | - | - | -- | -- | --- | - |
| 1  | Tingsryds AIF       | 6 | 4 | 0 | 2 | 24 | 21 | +3  | 8 |
| 2  | Västerås IK         | 6 | 3 | 1 | 2 | 21 | 15 | +6  | 7 |
| 3  | Mora IK             | 6 | 3 | 1 | 2 | 24 | 23 | +1  | 7 |
| 4  | IF Karlskoga/Bofors | 6 | 1 | 0 | 5 | 26 | 36 | −10 | 2 |

## Svenska mästerskapsserien
| Nr | Lag                | S  | V | O | F | GM | IM | MS  | P  |
| -- | ------------------ | -- | - | - | - | -- | -- | --- | -- |
| 1  | Leksands IF        | 14 | 9 | 2 | 3 | 76 | 48 | +28 | 20 |
| 2  | Södertälje SK      | 14 | 9 | 2 | 3 | 58 | 43 | +15 | 20 |
| 3  | Västra Frölunda IF | 14 | 6 | 5 | 3 | 53 | 45 | +8  | 17 |
| 4  | Brynäs IF          | 14 | 6 | 2 | 6 | 48 | 38 | +10 | 14 |
| 5  | Färjestads BK      | 14 | 5 | 4 | 5 | 51 | 49 | +2  | 14 |
| 6  | AIK                | 14 | 4 | 1 | 9 | 58 | 72 | −14 | 9  |
| 7  | Djurgårdens IF     | 14 | 4 | 1 | 9 | 50 | 72 | −22 | 9  |
| 8  | Timrå IK           | 14 | 3 | 3 | 8 | 40 | 67 | −27 | 9  |